# 伊阿科斯
伊阿科斯（Ιακχος）是希腊神话中的一个神，同厄琉息斯秘仪有着密切的联系。他的名字在前往圣地的朝拜队伍中被呼叫，被认为举着火把带领着队伍。他可能只是一个狄俄倪索斯的称号（epithet），也有可能是一个独立的神祇，宙斯和得墨忒耳的儿子。他的身份和狄俄尼索斯经常是重叠的。